# Camerún en los Juegos Paralímpicos de Londres 2012
Camerún estuvo representado en los Juegos Paralímpicos de Londres 2012 por un deportista masculino. El equipo paralímpico camerunés no obtuvo ninguna medalla en estos Juegos.